# No habrá paz para los malpensados
No habrá paz para los malpensados es el trigésimo cuarto episodio de la novena temporada de la serie de televisión Aída. Fue emitido en Telecinco el 30 de septiembre de 2012 con un 17,4% de cuota de pantalla y 3.383.000 espectadores.

## Argumento
Paz vuelve al barrio y sus amigos se enteran de que ella y Edu lo han dejado. Eugenia informa a Fidel, Tony y Macu de que la ruptura tiene que ver con "Granada" y eso revoluciona la mente de los tres, ya que no saben a que se refería Paz. Por otro lado Doña Eulalia (la madre de Mauricio) restaura el cuadro del Cristo de su pueblo y le situará a las primeras páginas de los periódicos internacionales.
Ante la tensión del aniversario de Soraya y Chema, ella misma y Macu descubren un collar en La Colonial, ya que Soraya siempre sabe el escondite de los regalos de Chema. Soraya necesita dinero para el regalo de Chema, pues no puede regalarle cualquier objeto que no tenga suficiente valor como el regalo que ella va a recibir, mientras que Chema vende el collar y empieza a darle dinero a su pareja, ya que cree que lo necesita para algo importante de Aidita. En el aniversario Soraya le regala El Capital de Karl Marx y Soraya sospecha que le engaña con otra al no recibir el collar. Además Barajas encuentra 38 ceniceros que había hecho para su padre con la intención de regalárselos en su día y Luisma le ayuda a encontrar a su padre, sin embargo, tras haber fracasado en la búsqueda este contrata a un actor.

## Reparto extra
- Edu (Eloy Azorín)
- Actor (Luifer Rodríguez)